# Cosio di Arroscia
Cosio di Arroscia (im Ligurischen: Cüxe) ist eine norditalienische Gemeinde mit 173 Einwohnern (Stand 31. Dezember 2023) in der Region Ligurien. Politisch gehört sie zu der Provinz Imperia.

## Geographie
Cosio di Arroscia liegt im oberen Abschnitt des Valle Arroscia, in einer Entfernung von weniger als 20 Kilometern von der französischen Grenze. Die Gemeinde gehört zu der Comunità Montana Alta Valle Arroscia und ist circa 36 Kilometer von der Provinzhauptstadt Imperia entfernt, mit der sie über die Strada Statale 28  verbunden ist. Cosio di Arroscia liegt in den Ligurischen Alpen etwa 720 Meter über dem Meer.
Cosio di Arroscia liegt in einer seismisch wenig aktiven Zone.

## Klima
Der Sommer ist durch frische Tagestemperaturen charakterisiert, wohingegen der Winter, durch die Nähe zum Ligurischen Meer (circa 30 Kilometer Entfernung) nicht besonders kalt ist. Gelegentlich kommt es zu Schneefall; das nahegelegene Monesi ist das einzige Skigebiet Liguriens.
Die Gemeinde wird unter Klimakategorie F klassifiziert, da die Gradtagzahl einen Wert von 3093 besitzt. Das heißt, Cosio di Arroscia unterliegt nicht der gesetzlich geregelte Heizperiode.

## Geschichte
Am 28. Juli 1957 wurde in einem Hinterraum einer Bar in Cosio di Arroscia von einer Gruppe von Künstlern und Schriftstellern die linksradikale Kulturbewegung der Situationistischen Internationalen gegründet. Gründungsmitglieder waren unter anderem Guy Debord, Pinot Gallizio, Asger Jorn und der einheimische Piero Simondo.